# Lasse Gjertsen
Lasse Gjersen (né le 19 juillet 1984) est une personnalité norvégienne du Web. Il est notamment connu pour ses vidéos intitulées Hyperactive et Amateur.
Sa vidéo Hyperactive a été élue la 3e « vidéo la plus créative » (Most Creative video) de l'année 2006 du site YouTube,.

## Biographie
Gjertsen est né à Larvik en Norvège. À 23 ans il étudie l'animation à la Kent Institute of Art & Design en Angleterre et à Volda en Norvège. 

## Vidéos
Les vidéos de Lasse Gjertsen ont, à l'origine, été publiées sur YouTube, puis le phénomène s'est étendu à la plupart des sites de vidéo du Net. Ses vidéos consistent, à partir de bruitages réalisés par lui-même, en beatbox (dans Hyperactive) ou au piano et à la batterie (dans Amateur), et en modifiant l'agencement de ces petits bouts de vidéo, à créer un véritable clip musical. À la fin de chacune de ses vidéos, il assure ne pas avoir modifié la bande-son, mais seulement la ligne de temps de la vidéo. De plus, il ajoute à la fin de Amateur ne pas savoir jouer ni du piano, ni de la batterie.